# 1900
Прекрасна епоха • Промислова революція •  Колоніальні імперії •  Національно-визвольні рухи • Робітничий рух

## Геополітична ситуація
У Російській імперії царює імператор Микола II (до 1917). Росії належить більша частина України, значна частина Польщі, Бессарабія, Закавказзя, Фінляндія, Бухарське ханство, Хівинське ханство. Україну розділено між двома державами — Королівство Галичини та Володимирії належить Австро-Угорщині, Правобережжя, Лівобережжя та Крим — Російській імперії.
В Османській імперії править султан Абдул-Гамід II (до 1909). Під владою османів перебувають Близький Схід, Середземноморське узбережжя Північної Африки частина Балкан, автономна Болгарія.
В Австро-Угорщині володарює Франц-Йосиф I (до 1916). Імперія охоплює, крім австрійських та угорських земель, Хорватію, Трансильванію, Богемію та Галичину. В Німецькій імперії править Вільгельм II (до 1918). Німецька імперія має колонії в Африці та в Тихому океані.
Третя французька республіка має колонії в Алжирі, Карибському басейні, Південній Америці в Індокитаї. Королівство Іспанія очолює Альфонс XIII (до 1931). У Португалії править Карлуш I (до 1908). Португалія має володіння в Африці, Індії, Індійському океані й Індонезії.
У Великій Британії триває Вікторіанська епоха — править королева Вікторія (до 1901). Британська імперія має колонії в Північній Америці, на Карибах, в Африці, в Тихоокеанії та в Індостані. Королівство Нідерланди очолює королева Вільгельміна (до 1948). Король Данії та Норвегії — Кристіан IX (до 1906), Оскар II сидить на шведському троні (до 1907), на троні Королівства Італія убитого Умберто I змінив Віктор-Емануїл III (до 1943).
Вільям Мак-Кінлі обіймає посаду президента США. Територію на півночі північноамериканського континенту займає Канадська конфедерація (домініон Великої Британії), територія на півдні континенту належить Мексиці.
В Ірані при владі Каджари. Владу над Індостаном та Бірмою утримує Британська корона, над В'єтнамом, Лаосом і Камбоджею — Франція. У Сіамі править династія Чакрі. У Китаї володарює Династія Цін. У Японії триває період Мейдзі. На Корейському півострові владарює Корейська імперія.

## Події

### В Україні
- У Харкові засновано Революційну українську партію.
- У Києві утворилася Українська соціалістична партія.
- В Одесі відкрито медичний факультет Новоросійського університету.
- У Львові відкрився оперний театр.

### У світовій політиці
- 2 січня США оголосили політику відкритих дверей.
- 24 січня бури виграли битву під Спайон Коп в англо-бурській війні.
- 17 лютого британці завдали поразки бурам у битві під Паардебергом.
- 27 лютого утворилася Лейбористська партія Великої Британії.
- 27 лютого бурський генерал Піт Кроньє здався британцям.
- 14 березня Конгрес США встановив золотий стандарт для американської валюти.
- 22 квітня французи встановили панування над Чадом.
- 18 травня Велика Британія проголосила протекторат над Тонга.
- 24 травня Велика Британія анексувала Вільну Оранжеву республіку.
- 5 червня британці захопили Преторію.
- 29 липня анархіст Гаетано Бреші вбив короля Італії Умберто I. На трон піднявся син убитого Віктор Емануїл III.
- 14 серпня міжнародні військові сили увійшли в Пекін, щоб захистити заручників Боксерського повстання.
- 9 жовтня Британська імперія приєднала острови Кука.
- 25 жовтня Велика Британія анексувала Трансвааль.
- 6 листопада на президентських виборах у США переобрано Вільяма Мак-Кінлі.
- 29 листопада Герберт Кітченер очолив британські війська в Південній Африці й почав застосовувати тактику спаленої землі.

### В суспільному житті
- У Парижі відбулася Всесвітня виставка.
- Відкрився Паризький метрополітен.
- Засновано місто Нджамена у Чад.
- Відкрито дуньхуанські рукописи.
- Цепелін LZ 1 здійснив свій перший політ.
- Побачив світ перший путівник Мішлен.
- Узбережжя США постраждало від Ґалвестонського урагану.

### У науці
- Давид Гільберт сформулював свій перелік 23 кардинальних проблем математики.
- Поль Віяр відкрив гамма-промені.
- Макс Планк побудував теорію випромінювання абсолютно чорного тіла, запровадивши сталу Планка. Це було першим кроком в народженні квантової механіки.
- Реджинальд Фессенден здійснив першу передачу голосу по радіо.
- Гульєльмо Марконі винайшов коливальний контур зі змінною резонансною частотою.
- П. М. Лебедєв відкрив світловий тиск.
- Хуго де Фріз відкрив явище мутацій.
- Карл Ландштайнер відкрив, що кров різниться за групами, і класифікував її за системою AB0.

### У мистецтві
- Френк Баум опублікував казкову повість «Чарівник країни Оз».
- Побачив світ роман Джозефа Конрада «Лорд Джім».
- Октав Мірбо надрукував роман «Щоденник покоївки».
- Відбулася прем'єра опери Джакомо Пуччіні «Тоска».
- Завдяки Паризькій всесвітній виставці набув популярності стиль арт-нуво.
- До Всесвітньої виставки відкрився музей д'Орсе, перебудований з вокзалу.

### У спорті
- У Парижі відбулися II Олімпійські ігри.
  - Вперше в Іграх брали участь жінки. Першою олімпійською чемпіонкою стала тенісистка Шарлотт Купер.
  - Перший футбольний турнір Олімпіади виграв англійський любительський клуб Аптон Парк.
- Засновано футбольні клуби Лаціо в Італії, Баварія (Мюнхен) в Німеччині, Аякс (Амстердам) у Нідерландах.
- Утворилася Асоціація футболу Уругваю.
- Перемогою команди США завершився перший розіграш Кубка Девіса.

## Народились
Див. також: Категорія:Народились 1900
- 25 січня — Теодозій Добжанський, американський біолог українського походження
- 2 лютого — Оксана Андріївна Петрусенко, видатна українська співачка
- 4 лютого — Жак Превер, французький поет, кіносценарист
- 22 лютого — Луїс Бунюель, французький кінорежисер
- 18 березня — Тінслі Гарісон, американський лікар.
- 19 березня — Фредерік Жоліо-Кюрі, французький фізик, громадський діяч.
- 23 березня — Еріх Фромм, американський психолог
- 24 березня — Козловський Іван Семенович, видатний український оперний співак
- 5 квітня — Спенсер Трейсі, американський актор
- 25 квітня — Вольфганг Паулі, швейцарський фізик-теоретик
- 26 квітня — Чарльз Френсіс Ріхтер, американський сейсмолог
- 3 травня — Яковченко Микола Федорович, український актор
- 17 травня — Рохулла Хомейні, іранський релігійний діяч
- 5 червня — Денніс Габор, англійський фізик
- 17 червня — Борман Мартін, один із найближчих сподвижників Гітлера
- 25 червня (8 липня) — Юрій Смолич, український письменник
- 29 червня — Антуан де Сент-Екзюпері, французький авіатор і письменник
- 12 липня — Кононенко Павло, український поет, письменник
- 4 серпня — Єлизавета, англійська королева-мати
- 12 вересня — Хаскелл Брукс Каррі, американський математик і логік
- 14 вересня — Власов Андрій Андрійович
- 3 жовтня — Томас Вулф, американський письменник
- 7 жовтня — Гіммлер Генріх, рейхсфюрер СС (з 1929 р.)
- 9 жовтня — Елмер Сноуден, американський джазовий банджоїст і гітарист (пом. 1973).
- 30 жовтня — Рагнар Айнар Граніт, шведський нейрофізик
- 3 листопада — Дасслер Адольф, німецький підприємець
- 8 листопада — Маргарет Мітчелл, американська письменниця

## Померли
Див. також Категорія:Померли 1900
- 1 травня — Корсаков Сергій Сергійович, психіатр (*1854).
- 25 серпня — Фрідріх Ніцше, німецький філософ (*1844).